# Malin Andersdotter
Malin Andersdotter, även kallad Malin Slakters, var en svensk kvinna som anklagades för trolldom i Bohuslän under det stora oväsendet.  
Hon tillhörde de anklagade vid häxprocessen i Marstrand. Hon anklagades 1669 för att vara Satans brud och hennes mor Ingeborg Slakters för Djävulens svärmor i det påstådda "Satans bröllop i Marstrands Skantz". Hon lyckades rymma, medan hennes mor avled i fängelset. 

## Biografi
Malin Andersdotter var bosatt i Marstrand. Hon angavs 1669 för häxeri av Ragnille Jens Swenses, som angav både Malins mor och Malin själv, som Ragnille hävdade hade gått i lära hos Anna i Holte. 
Både Ingeborg och Malin kallades till rätten och nekade till anklagelserna. 28 juli blev hon liksom Malin Ruths underkastad vattenprovet, som hon misslyckades med eftersom hon flöt på vattnet. Även hennes mor underkastades samma prov, med samma resultat. Båda fortsatte att neka till anklagelserna. 
Gertrud Corporals uppgav att hon hade närvarat på "Satans bröllop i Marstrands Skantz", där Malin Andersdotter hade vigts vid Satan själv med Anna i Holte och Malin Ruths som brudtärnor, och med bland andra Per Larsson i Mollesund, Börta Crämars och Malin på Härrön bland gästerna. 
Både Ingeborg och Malin nekade till anklagelserna. Medan Ingeborg nekade helt och hållet, sade Malin att om något sådant hade hänt, så hade det i så fall ägt rum i en dröm, och inte i verkligheten. 
Malin Andersdotter uppges ha försökt lyckas med vattenprovet genom att försöka klamra sig fast vid sjögräset vid brons pålverk under vattenprovets gång, och att hon hade alger på händerna när hon drogs upp. Detta påpekades för henne inför rätten, men hon nekade till att ha gjort detta.  
Malin Andersdotter uppges ha lyckats rymma ur fängelset under oklara omständigheter under uppehållet i rättegången medan rättens president besökte Kungälv för att delta i häxprocessen där. Rätten försökte förgäves ta reda på hur det hade gått till, och det stod klart att hon hade försvunnit utan något respass. I samtida dokument noterades det: 
"Slaktarens dotter var ävenså bort rymd, då han var kommen från Kongelf några dagar efter rannsakningen var hållen där. - Spordes, vem hade givit Ingeborg Slaktares dotter resepass? - Svarade presidenten: "Hon fick intet pass."